# Fustiaria polita
Fustiaria polita är en blötdjursart som först beskrevs av Carl von Linné 1767.  Fustiaria polita ingår i släktet Fustiaria och familjen Fustiariidae.
Artens utbredningsområde är Indiska oceanen. Inga underarter finns listade i Catalogue of Life.